# António Garrido
António Garrido (Vieira de Leiria, 1932. december 3. – 2014. szeptember 10.) portugál nemzetközi labdarúgó-játékvezető.

## Pályafutása

### Nemzeti játékvezetés
A játékvezetői vizsgát 1964-ben tette le. 1969-ben lett az I. Liga játékvezetője. A nemzeti játékvezetéstől 1982-ben vonult vissza.

### Nemzetközi játékvezetés
A Portugál labdarúgó-szövetség Játékvezető Bizottsága (JB) terjesztette fel nemzetközi játékvezetőnek, a Nemzetközi Labdarúgó-szövetség (FIFA) 1972-től tartotta nyilván bírói keretében. A FIFA JB központi nyelvei közül a spanyolt és a franciát beszéli. Több nemzetek közötti válogatott és klubmérkőzést vezetett, vagy működő társának partbíróként segített. A portugál nemzetközi játékvezetők rangsorában, a világbajnokság-Európa-bajnokság sorrendjében a 4. helyet foglalja el 12 találkozó szolgálatával. A FIFA JB 50 éves korhatárát betöltve 1982-ben búcsúzott a nemzetközi játékvezetéstől. Válogatott mérkőzéseinek száma: 15.

#### Labdarúgó-világbajnokság
Kettő világbajnoki döntőhöz vezető úton Argentínába a XI., az 1978-as labdarúgó-világbajnokságra és Spanyolországba a XII., az 1982-es labdarúgó-világbajnokságra a FIFA JB játékvezetőként alkalmazta. Selejtező mérkőzéseket az UEFA zónában vezetett. A FIFA JB elvárása szerint, ha nem vezetett, akkor partbíróként tevékenykedett. Két csoportmérkőzésen működött, az egyiken egyes számú besorolást kapott, játékvezetői sérülés esetén továbbvezethette volna a találkozót. Argentínában is érvényesült, hogy a rendező ország válogatottja általában kedvezményeket élvez, és mindig messze igazi tudása felett szerepel. Az Argentína–Magyarország találkozón a magyar csapat két meghatározó játékosát Törőcsik Andrást és Nyilasi Tibort az utolsó percekben kiállította. Világbajnokságon vezetett mérkőzéseinek száma: 3 + 2 (partbíró).

##### 1978-as labdarúgó-világbajnokság

###### Selejtező mérkőzés
| Időpont           | Helyszín                | Mérkőzés típusa           | Mérkőzés                 | Eredmény | Nézők száma |
| ----------------- | ----------------------- | ------------------------- | ------------------------ | -------- | ----------- |
| 1977. március 30. | Városi Stadion, Wrexham | előselejtező (7. csoport) | Wales–Csehszlovákia      | 3 : 0    | 18 022      |
| 1977. október 12. | Városi Stadion, Belfast | előselejtező (4. csoport) | Észak-Írország–Hollandia | 0 : 1    | 33 000      |

###### Világbajnoki mérkőzés
| Időpont         | Helyszín                         | Mérkőzés típusa              | Mérkőzés               | Eredmény | Nézők száma |
| --------------- | -------------------------------- | ---------------------------- | ---------------------- | -------- | ----------- |
| 1978. június 2. | Monumental Stadion, Buenos Aires | csoportmérkőzés (1. csoport) | Argentína–Magyarország | 2 : 1    | 71 615      |

##### 1982-es labdarúgó-világbajnokság

###### Selejtező mérkőzés
| Időpont              | Helyszín                     | Mérkőzés típusa           | Mérkőzés                | Eredmény | Nézők száma |
| -------------------- | ---------------------------- | ------------------------- | ----------------------- | -------- | ----------- |
| 1980. szeptember 27. | Központi Stadion, Ljubljana  | előselejtező (5. csoport) | Jugoszlávia–Dánia       | 2 : 1    | 22 000      |
| 1981. november 18.   | Princes Park Stadion, Párizs | előselejtező (2. csoport) | Franciaország–Hollandia | 2 : 0    | 44 884      |

###### Világbajnoki mérkőzés
| Időpont          | Helyszín                          | Mérkőzés típusa              | Mérkőzés                     | Eredmény | Nézők száma |
| ---------------- | --------------------------------- | ---------------------------- | ---------------------------- | -------- | ----------- |
| 1982. június 16. | San Mamés Stadion, Bilbao         | csoportmérkőzés (4. csoport) | Anglia–Franciaország         | 3 : 1    | 44 172      |
| 1982. július 10. | José Rico Pérez Stadion, Alicante | bronzmérkőzés                | Lengyelország– Franciaország | 3 : 2    | 28 000      |

#### Labdarúgó-Európa-bajnokság
Három európai-labdarúgó torna döntőjéhez vezető úton Jugoszláviába az V., az 1976-os labdarúgó-Európa-bajnokságra, Olaszországban rendezték a VI., az 1980-as labdarúgó-Európa-bajnokságra, valamint Franciaországba a VII., az 1984-es labdarúgó-Európa-bajnokságra - az UEFA JB játékvezetőként foglalkoztatta.

##### 1976-os labdarúgó-Európa-bajnokság

###### Selejtező mérkőzés
| Időpont           | Helyszín                     | Mérkőzés típusa           | Mérkőzés           | Eredmény | Nézők száma |
| ----------------- | ---------------------------- | ------------------------- | ------------------ | -------- | ----------- |
| 1974. október 30. | Ninian Park Stadion, Cardiff | előselejtező (2. csoport) | Wales–Magyarország | 2 : 0    | 8445        |

##### 1980-as labdarúgó-Európa-bajnokság

###### Selejtező mérkőzés
| Időpont              | Helyszín                           | Mérkőzés típusa           | Mérkőzés                | Eredmény | Nézők száma |
| -------------------- | ---------------------------------- | ------------------------- | ----------------------- | -------- | ----------- |
| 1979. szeptember 12. | Leoforos Alexandras Stadion, Athén | előselejtező (6. csoport) | Görögország–Szovjetunió | 1 : 0    | 25 537      |
| 1979. november 21.   | Központi Stadion, Lipcse           | előselejtező (4. csoport) | NDK–Hollandia           | 2 : 3    | 92 000      |

###### Európa-bajnoki mérkőzés
| Időpont          | Helyszín               | Mérkőzés típusa              | Mérkőzés            | Eredmény | Nézők száma |
| ---------------- | ---------------------- | ---------------------------- | ------------------- | -------- | ----------- |
| 1980. június 18. | Olimpiai Stadion, Roma | csoportmérkőzés (B. csoport) | Olaszország–Belgium | 0 : 0    | 42 318      |

##### 1984-es labdarúgó-Európa-bajnokság

###### Selejtező mérkőzés
| Időpont            | Helyszín                 | Mérkőzés típusa           | Mérkőzés       | Eredmény | Nézők száma |
| ------------------ | ------------------------ | ------------------------- | -------------- | -------- | ----------- |
| 1982. december 15. | Heysel Stadion, Brüsszel | előselejtező (1. csoport) | Belgium–Skócia | 3 : 2    | 48 877      |

#### Brit Bajnokság
1882-ben az Egyesült Királyság brit tagállamainak négy szövetség úgy döntött, hogy létrehoznak egy évente megrendezésre kerülő bajnokságot egymás között. Az utolsó bajnoki idényt 1983-ban tartották meg.
| Időpont         | Helyszín                      | Mérkőzés típusa | Mérkőzés      | Eredmény |
| --------------- | ----------------------------- | --------------- | ------------- | -------- |
| 1979. május 26. | Wembley Stadion, London       | csoportmérkőzés | Anglia–Skócia | 3 : 1    |
| 1980. május 24. | Hampden Park Stadion, Glasgow | csoportmérkőzés | Skócia–Anglia | 0 : 2    |

#### Nemzetközi kupamérkőzések
Vezetett kupadöntők száma: 1.

##### Bajnokcsapatok Európa-kupája
Az Európai Labdarúgó-szövetség (UEFA) JB nemzetközi szakmai munkájának elismeréseként megbízta a döntő találkozó szolgálatával. A 26. játékvezető – az első portugál – aki BEK döntőt vezetett.
| Időpont         | Helyszín                          | Mérkőzés típusa | Mérkőzés                          | Eredmény | Nézők száma |
| --------------- | --------------------------------- | --------------- | --------------------------------- | -------- | ----------- |
| 1980. május 28. | Santiago Bernabéu Stadion, Madrid | döntő           | Nottingham Forest FC–Hamburger SV | 1 : 0    | 50 000      |